# 5294 Onnetoh
Az 5294 Onnetoh (ideiglenes jelöléssel 1991 CB) a Naprendszer kisbolygóövében található aszteroida. Kin Endate,  Vatanabe Kazuró fedezte fel 1991. február 3-án.